# 黄龙乡 (修水县)
黄龙乡，是中华人民共和国江西省九江市修水县下辖的一个乡镇级行政单位。

## 行政区划
黄龙乡下辖以下地区：
小庄村、太阳垄村、官桥村、沙塅村、都岭村、白桥村、桥头村、牌下村、洞下村和黄龙村。